# Candies
Candies је био познати јапански бенд.
Године 1977, упркос снажној популарности, Candies изненада објављују да се повлаче. Завршни концерт је приказан на јапанској телевизији, а рејтинг гледаности је био 32%.

## Дискографија

### Синглови
Вокални (центар)

Sue (1,2,3,4) Ran (5,6,7,8,9,10,11,12,13,14,15,17,18) Miki (16)
|    | Назив                                                  | Година |
| -- | ------------------------------------------------------ | ------ |
| 1  | Anata ni Muchū (あなたに夢中)                          | 1973   |
| 2  | Soyokaze no Kuchizuke (そよ風のくちづけ)               | 1974   |
| 3  | Abunai Doyōbi (危い土曜日)                             | 1974   |
| 4  | Namida no Kisetsu (なみだの季節)                       | 1974   |
| 5  | Toshishita no Otoko no Ko (年下の男の子)               | 1975   |
| 6  | Uchiki na Aitsu (内気なあいつ)                         | 1975   |
| 7  | Sono Ki ni Sasenaide (その気にさせないで)              | 1975   |
| 8  | Heart no Ace ga Detekonai (ハートのエースが出てこない) | 1975   |
| 9  | Haru Ichiban (春一番)                                  | 1976   |
| 10 | Natsu ga Kita! (夏が来た!)                             | 1976   |
| 11 | Heart Dorobō (ハート泥棒)                              | 1976   |
| 12 | Aishū no Symphony (哀愁のシンフォニー)                 | 1976   |
| 13 | Yasashii Akuma (やさしい悪魔)                          | 1977   |
| 14 | Shochū Omimai Mōshiagemasu (暑中お見舞い申し上げます)  | 1977   |
| 15 | Un Deux Trois (アン・ドゥ・トロワ)                     | 1977   |
| 16 | Wana (わな)                                            | 1977   |
| 17 | Hohoemi Gaeshi (微笑がえし)                            | 1978   |
| 18 | Tsubasa (つばさ)                                       | 1978   |

### Видео
|   | Назив                                     | начин   |
| - | ----------------------------------------- | ------- |
| 1 | Candies Forever (1978 Final Carnival)     | DVD     |
| 2 | Candies Treasure (1977-1978 Live)         | DVD     |
| 3 | Candies Treasure VOL.1 (1977 Live)        | Blu-ray |
| 4 | Candies Treasure VOL.2 (1977 Live)        | Blu-ray |
| 5 | Candies Treasure VOL.3 (1978 Live)        | Blu-ray |
| 6 | Candies Treasure VOL.4 (TV Live)          | Blu-ray |
| 7 | The Final Carnival (The Complete Version) | DVD     |